# Palais impérial de Goslar
Le palais impérial de Goslar  (en allemand : Kaiserpfalz Goslar) est un ensemble historique de bâtiments résidentiels, politiques et religieux, situé au pied de la colline de Rammelsberg dans la ville de Goslar au nord des montagnes du Harz. Le palais était choisi par les souverains Saliens du Saint-Empire romain pour être un centre de leur pouvoir sur le territoire du duché de Saxe. 
Dans le complexe palatial se dressaient la salle de l'assemblée (Kaiserhaus), l'ancienne église collégiale de Saint-Simon et Saint-Jude, la chapelle palatine Saint-Ulrich et l’église Notre-Dame. Le palais impérial de style roman est la plus grande, la plus ancienne et la construction la mieux conservée datant du XIe siècle en Allemagne. Les bâtiments ont tellement impressionné le chroniqueur Lambert de Hersfeld qu'il les décrit comme la « résidence la plus célèbre de l'empire ». 
Depuis 1992, le site du palais, avec le centre historique de Goslar et les mines de Rammelsberg, sont classés au patrimoine mondial de l'UNESCO.

## Histoire
Le palais est l'un des cinq ensembles palatiaux dans l'actuel land de Basse-Saxe. À l'origine, il n’était qu’un pavillon de chasse, décrit dans les chroniques d'Adam de Brême. Le roi Henri II y fait construire un premier palais vers l'an 1005 ; la proximité aux mines de Rammelberg place Goslar en tête par rapport aux édifices plus anciens comme la résidence royale de Werla. 

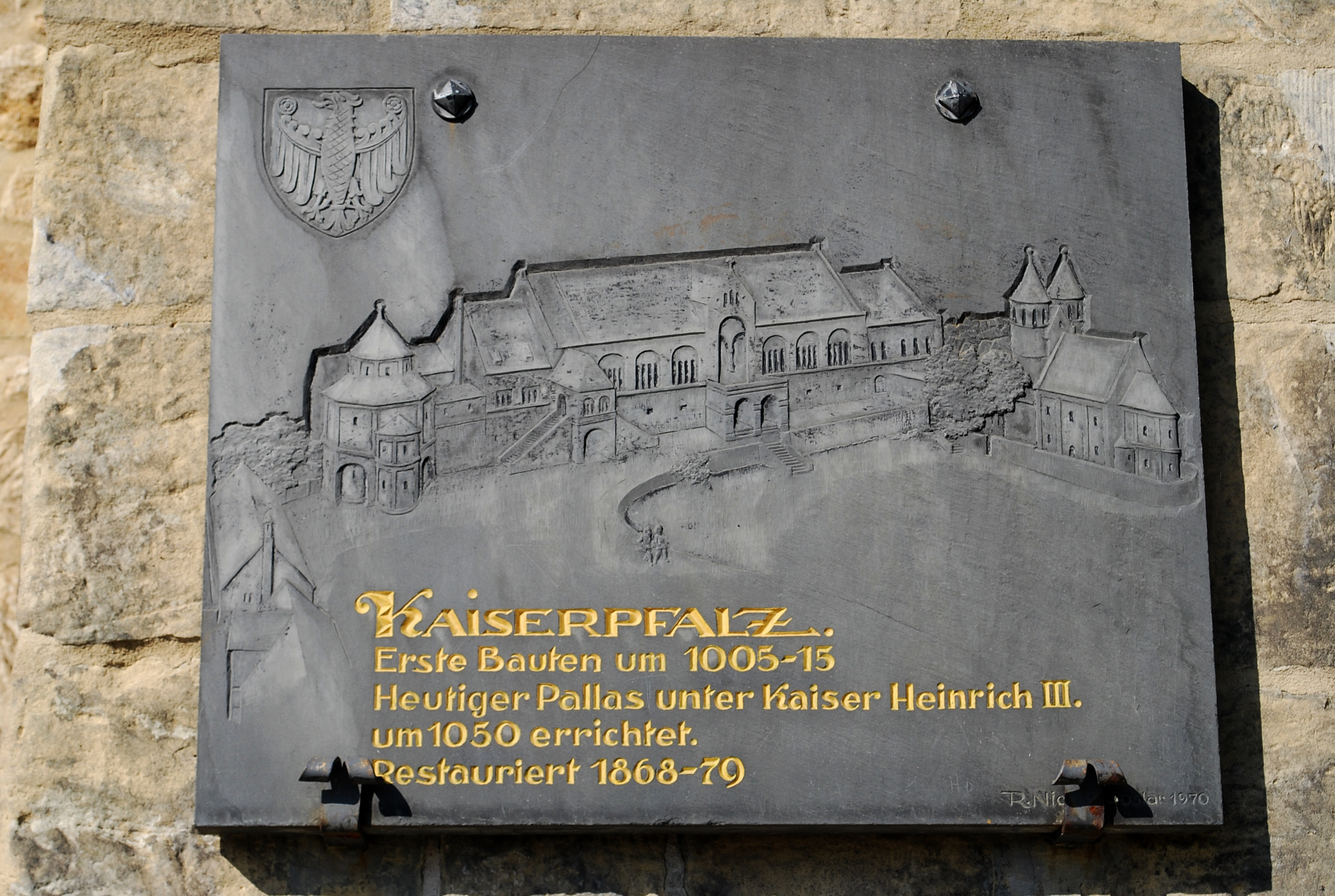
Reconstitution possible du palais au XIIe siècle.

Dans les années 1030, l'empereur Conrad II le Salique commençait à agrandir le palais et a jeté les bases pour la construction de l’église Notre-Dame. Les travaux continuèrent lors de l'accession au trône de son fils Henri III et sont terminés au début des années 1050. L’église Notre-Dame, située à l'est de la salle de l'assemblée, n'existait plus ; la chapelle palatine au sud, consacrée à saint Ulrich, fut construite au XIIe siècle. 
Le fils de Henri III, le futur empereur Henri IV du Saint-Empire est né à Goslar le 11 novembre 1050; son père, Henri III en 1056 y accueilli le pape Victor II. Après le décès du monarque, le 5 octobre 1056, Victor assurait la prise de contrôle par sa veuve Agnès de Poitiers. En 1073, Henri IV a dû fuir du palais pour échapper aux forces rebelles saxons. Revenu à Goslar, deux ans plus tard, il a reçu communication de la menace de l'excommunication par le pape Grégoire VII, le point de départ pour la querelle des Investitures. Le 6 août 1081, l'anti-roi Hermann de Salm se fit couronner au palais par l'archevêque Sigefroi Ier de Mayence.
Au XIIe siècle, le palais était un lieu du litige entre l'empereur Frédéric Barberousse et le duc Henri le Lion. En juillet 1219, Frédéric II s'empressa de convoquer à Goslar une diète d'Empire où il a reçu les regalia d'empereur décédé Otton IV. Durant le Grand Interrègne, en 1253, Guillaume de Hollande, élu roi des Romains, s'est arrêté pendant un certain temps à Goslar; ensuite le bâtiment tomba en désuétude. Les travaux de restauration ont commencé seulement en 1868, après Goslar, l'ancienne ville libre impériale, devint une partie de la province prussienne de Hanovre. Après la constitution de l'Empire allemand sous l'empereur Guillaume Ier en 1871, le palais était censé être un symbole de la renaissance nationale.

## Architecture

### La salle d'assemblée

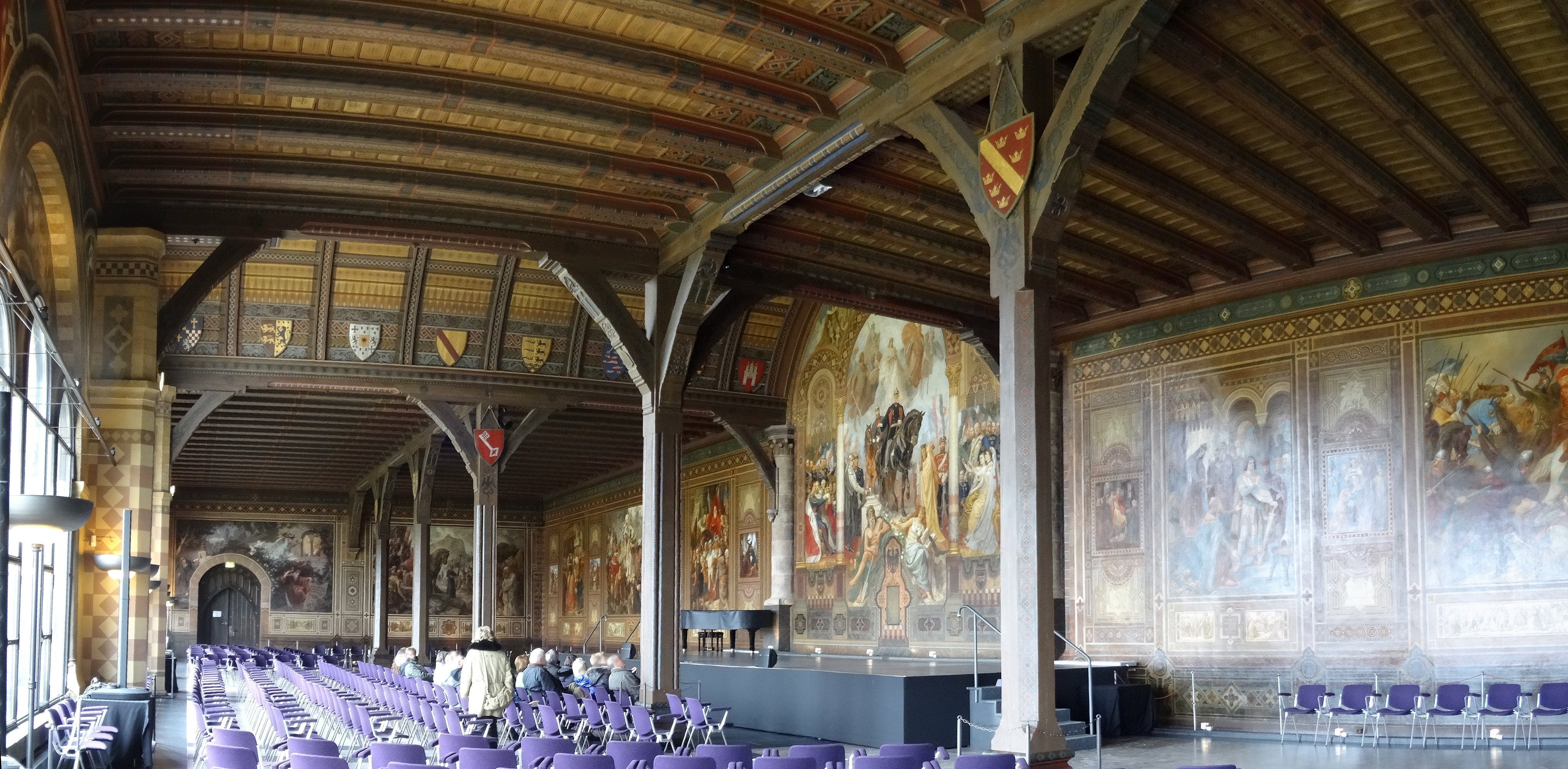
La salle d'été avec les peintures du XIXe siècle.

Lors de leur construction, les deux étages de la salle de l’assemblée située à l'ouest du complexe palatial étaient le plus grand bâtiment profane du Saint-Empire, d'une longueur de 54 m sur 18 m de largeur. La salle haute, designée en tant que « salle d'été », est ouvert sur l'extérieur par sept grandes fenêtres cintrées de la façade Est ; la « salle d'hiver » au-dessous n'a que de petites fenêtres et était chauffée. Les plafonds aux poutres apparentes reposent sur des rangées de colonnes de bois. 
Au nord du bâtiment se dressaient les appartements de l'empereur et de sa famille ; sa chambre était peut-être au premier étage donnant un accès direct à la salle d'assemblée ainsi qu'à l'église Notre-Dame par une galerie à l'est. Au début du XIIe siècle, l'empereur Henri V fit construire un second bâtiment résidentiel en symétrie au sud. En 1132 la salle s'est écroulée ; elle fut reconstruite avec une section centrale et un vestibule au niveau du sol.
Lors de la rénovation qui s'étalera de 1868 à 1879, certains éléments furent imaginés par les architectes, car ils étaient complètement détruits et de nombreux ensembles, comme les deux lions sculptés ainsi que les statues équestres de Guillaume Ier et de Frédéric Barberousse devant la façade principale, sont alors considérés comme fantaisistes. À l'intérieur, le peintre Hermann Wislicenus au fil de nombreuses années a conçu un cycle des 68 peintures murales historiques achevé en 1897. Les huiles reproduissent l'histoire du palais dans une prétendue continuité d'un empire allemand chrétien de l'époque de Charlemagne jusqu'à la maison prussienne de Hohenzollern.

### La chapelle palatine

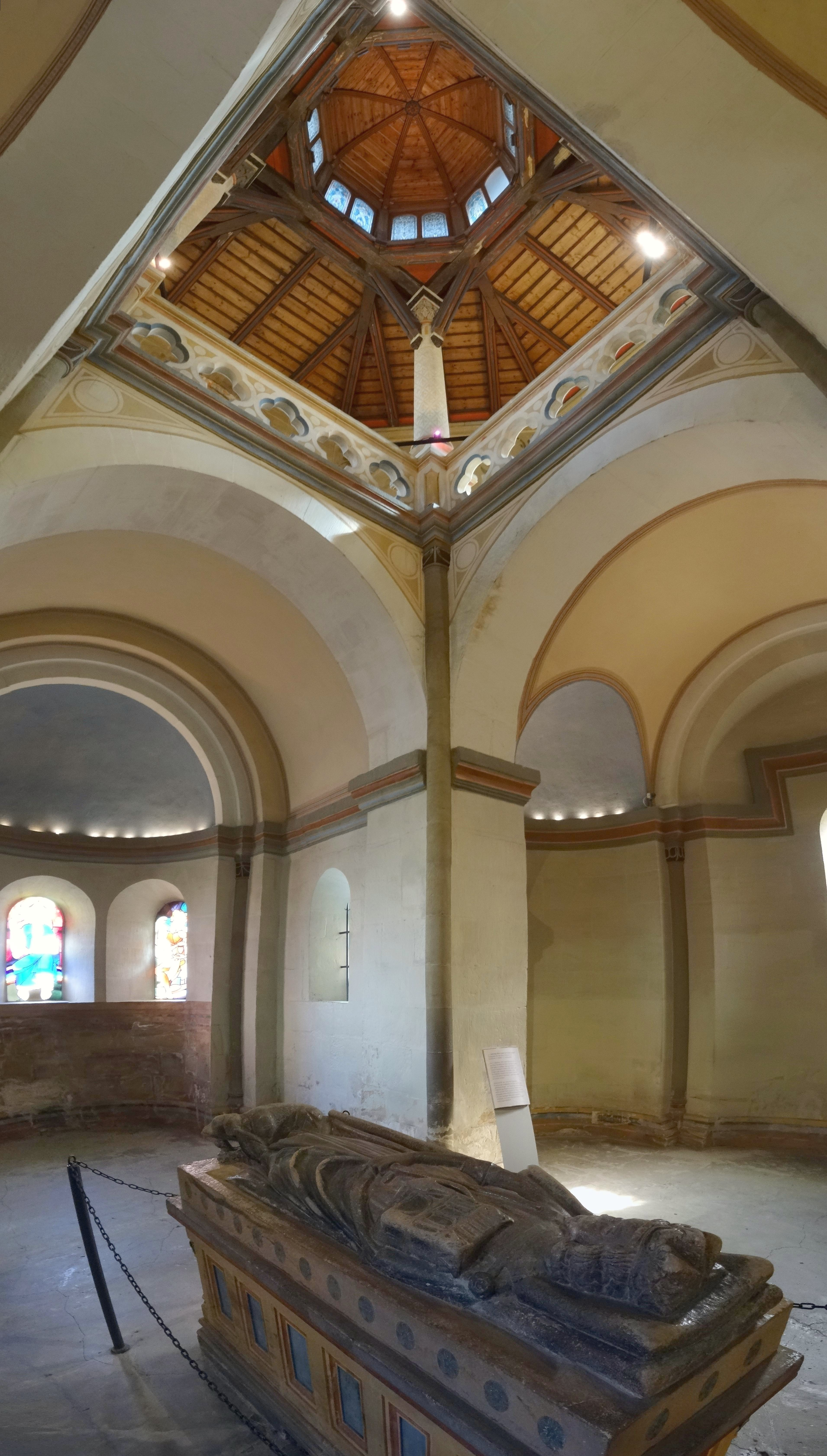
L'intérieur de la chapelle avec le sarcophage de Henri III.

La chapelle Saint-Ulrich, à deux niveaux au plan centré, est placée au nord du palais directement reliée à la salle d'assemblée et au bâtiment résidentiel plus récent. Les trompes de l'étage inférieur à quatre absides croisées supportent l'octogone de la chapelle supérieur, reservée à l'empereur et sa famille. Le système de construction, sans doute sur le modèle du style arménien comme on en trouve de partout à Bagaran, est unique en Allemagne.
Les deux étages s’ouvrent sur l’espace central. Au cœur de la chapelle inférieur se dresse le sarcophage en pierre de Henri III. Le couvercle, une œuvre du XIIIe siècle, représente l'empereur couché, un chien aux pieds, tenant dans sa main droite un sceptre et le modèle d'une église à la main gauche. Le monument contient dans une capsule dorée le coeur de Henri III, qui selon ses dernières volontés est inhumé à Goslar.

### L'église collégiale
Dans l'est du complexe palatial se dressait l'église de la collégiale dédiée aux apôtres Simon et Judas Thaddée – leur fête le 28 octobre est l'anniversaire de Henri III. Le grand bâtiment, plus tard également nommé la « cathédrale de Goslar » (Goslarer Dom), respecte le plan basilical à trois nefs avec des absides côté est, un narthex, et un massif occidental avec deux tours vis-à-vis la salle d'assemblée. Une autre tour était placée au-dessus de la croisée du transept ; une crypte se trouvait au-dessous du chœur.
L'église fut consacrée par l'archevêque Hermann II de Cologne le 2 juillet 1051, elle sert de modèle pour la construction de nombreux édifices religieux en Saxe, par exemple l'église Saint-Blaise de Brunswick fondée en 1173. Le 26 décembre 1081, pendant la querelle des Investitures, l'anti-roi Hermann de Salm y est sacré par l'archevêque Sigefroi Ier de Mayence. 
Après des siècles de déclin, l'église et les autres bâtiments de la collégiale n’existent plus aujourd’hui ; seul le portique septentrional de la « cathédrale », construit au XIIe siècle au cours du transfert de l'entrée principale, est demeuré. En haut du portail, six sculptures ont été conservées sur un total de huit à l'origine, dont celles de Henri III et des saints patrons Simon, Judas et Matthias. En aval de l'entrée se trouve une copie du trône de l'empereur dont l'original est exposé à la salle d'assemblée. Il fut réalisé dans la seconde moitié du XIIe siècle en bronze du Rammelsberg et est similaire au trône de Charlemagne à la chapelle palatine d'Aix-la-Chapelle.